# Sympistis horus
Sympistis horus là một loài bướm đêm thuộc họ Noctuidae. Nó được tìm thấy ở New Mexico.
Sải cánh dài khoảng 32 mm.